# Tiara Air
Tiara Air Aruba — авиакомпания, базирующаяся на Арубе на базе международного аэропорта имени королевы Беатрикс, осуществляющая рейсы в ряд городов на Кюрасао, Бонайре, в Колумбии, Венесуэле и США. Флот состоит из двух самолётов Shorts 360. Компания была названа в честь дочери основателя компании Алехандро Муяле — Тиары. Слово «tiara» в переводе с латыни означает «корона».

## История
Основатель компании Алехандро Муяле более 30 лет работал в международном аэропорту имени королевы Беатрикс и почти 6 лет в международном аэропорту Хато прежде, чем получил сертификацию Департамента гражданской авиации Арубы. Для того, чтобы он мог начать работать правительство выделило ему два 36-местных самолёта Shorts 360—200. В апреле 2007 года «Tiara Air» осуществляла 28 рейсов в неделю, в январе 2008 года их стало уже 86. С апреля 2012 на правах лизинга компания стал эксплуатировать Boeing 737-300, что позволило компании открыть коммерческие рейсы в Каракас (Венесуэла), Медельин, Армению (Колумбия), Форт-Лодердейл (США).

## Пункты назначения
| Город          | Страна    | Аэропорт                                       | Примечание  |
| -------------- | --------- | ---------------------------------------------- | ----------- |
| Ораньестад     | Аруба     | Международный аэропорт имени королевы Беатрикс | Хаб         |
| Кралендейк     | Бонайре   | Международный аэропорт Фламинго                |             |
| Виллемстад     | Кюрасао   | Международный аэропорт Хато                    |             |
| Армения        | Колумбия  | Международный аэропорт Эль Эден                | с 2012 года |
| Кукута         | Колумбия  | Международный аэропорт Камило Даза             | с 2012 года |
| Риоача         | Колумбия  | Международный аэропорт Альмиранте Падилья      |             |
| Медельин       | Колумбия  | Международный аэропорт Хосе Мария Кордова      | с 2012 года |
| Каракас        | Венесуэла | Международный аэропорт Симон Боливар           | с 2012 года |
| Маракайбо      | Венесуэла | Международный аэропорт Ла Чинита               |             |
| Пунто-Фихо     | Венесуэла | Международный аэропорт Хосефа Камехо           |             |
| Форт-Лодердейл | США       | Международный аэропорт Форт-Лодердейл/Холливуд | с 2012 года |